# Contrappunto doppio
Il contrappunto doppio è una particolare tecnica di scrittura musicale in cui due linee melodiche concomitanti possano scambiarsi indifferentemente tra di loro in maniera che la parte superiore diventi inferiore e viceversa.
Il più comune tipo di contrappunto doppio è senz'altro quello all'ottava, in cui le parti possono essere scambiate trasponendo quella inferiore all'ottava superiore; è il tipo di contrappunto in cui sono scritti il soggetto e il controsoggetto in una fuga.
In pratica invertendo le due linee melodiche ogni singolo intervallo diviene il proprio rivolto all'ottava.
Così l'ottava diviene l'unisono, la seconda diviene una settima, la terza una sesta e così via. Ne consegue che le consonanze accettate sui tempi forti sono solo unisono, ottava, terza e sesta.
Tutti gli altri intervalli devono essere invece trattati come dissonanti, quindi preparati (cioè una delle due note della dissonanza deve essere presente nella stessa voce nell'accordo precedente) e risolti (cioè la nota dissonante deve procedere secondo le regole di risoluzione). Gli intervalli maggiori divengono minori una volta rivoltati, e viceversa; ad esempio una terza maggiore (es.: do-mi) diventa una sesta minore (mi-do).
La quinta giusta, che è normalmente considerata un intervallo consonante, nel rivolto si trasforma in quarta, e per questo va preparata e risolta come fosse un intervallo dissonante.

## Utilizzo
Le origini storiche del contrappunto doppio sono da ricercarsi nell'esigenza di imitare in tutte le voci di una composizione polifonica determinati spunti melodici. Il suo periodo di sviluppo più importante è stato quindi, naturalmente, quello della grande polifonia rinascimentale.
Il contrappunto doppio è infatti una pratica ricorrente in composizioni polifoniche a due tre, e più voci, e nella fuga barocca riveste un ruolo di importanza fondamentale visto in continuo bisogno di inversione del soggetto e controsoggetto.

## Contrappunto doppio alla dodicesima
Esiste nella pratica d'arte e di scuola anche un altro tipo di contrappunto doppio, il contrappunto doppio alla dodicesima.
Il suo meccanismo è simile a quello visto più sopra per il contrappunto all'ottava, ma in esso la voce inferiore può venire trasposta alla dodicesima. Una dodicesima darà quindi un unisono, un'undicesima darà una seconda, e così via.
Il seguente schema illustra come si trasformano gli intervalli in tale tipo di contrappunto:
1-12 2-11 3-10 4-9 5-8 6-7 7-6 8-5 9-4 10-3 11-2 12-1
Si noterà che gli intervalli consonanti sono soltanto l'unisono-dodicesima, la terza-decima e la quinta-ottava, mentre la sesta è da evitare.
Questo tipo di contrappunto è piuttosto scomodo da utilizzare in una composizione complessa a più voci, date le distanze che si vengono a creare tra le parti, ma è molto utile in composizioni a due voci; esso infatti crea, una volta rivoltate le parti, molta più varietà armonica del semplice contrappunto all'ottava, permettendone così un utilizzo più ampio che non genera monotonia.
Esempi validi di questa pratica si trovano in tutto il repertorio rinascimentale, particolarmente evidenti in alcune composizioni a due voci di Orlando di Lasso.

## Contrappunto multiplo
Le stesse regole che valgono per il contrappunto doppio valgono pure quando le voci sono tre, quattro, cinque o più: ciascuna di tali voci deve poter stare indifferentemente sopra o sotto le altre. Quindi qualsiasi intervallo differente da unisono, terza, sesta o ottava dovrà essere comunque considerato dissonante e quindi, ovviamente, preparato e risolto.
In questo caso, se avremo tre voci parleremo di contrappunto triplo, se ne avremo quattro parleremo di contrappunto quadruplo e così via.
Il contrappunto multiplo è indispensabile per costruire canoni, nei quali ogni voce deve, ovviamente, poter comparire indifferentemente sopra o sotto le altre.